# Hôtel de ville de Lierre
L'hôtel de ville de Lierre est un édifice civil bâti en style rococo sur la Grand-Place de la ville belge de Lierre.

## Historique
Le commerce drapier florissant est à l'origine de la construction d'une halle aux draps en 1367, qui accueille également la magistrature de la ville. En 1418, la halle aux draps est transférée à la Vleeshuis (nl) voisine et à partir de ce moment-là, le bâtiment sert exclusivement d'hôtel de ville. Après des siècles d'utilisation, le bâtiment doit être restauré au xviiie siècle. La commande est confiée au célèbre maître d'œuvre Jan Pieter van Baurscheidt le Jeune (nl) (1699-1768), également responsable de la construction de l'ancien palais royal sur le Meir à Anvers et du toit de la tour de l'église Saint-Gommaire de Lierre. Finalement, c'est un bâtiment presque entièrement nouveau qui est créé, dans lequel seuls les murs latéraux sont (partiellement) authentiques.

## Description
L'hôtel de ville, construit en rococo brabançon, est l'un des rares exemples d'édifices publics construits dans ce style architectural.
L'ensemble sobre, en pierre blanche de Balegem (nl) et pierre bleue de Tournai, est animé par la saillie de la partie médiane (avant-corps). Cette partie centrale est surmontée d'un fronton triangulaire sur lequel sont représentées les armoiries de la ville de Lierre. La façade avant a été placée en 1742. Une rosace indique le niveau au-dessus du niveau de la mer, à savoir 6 mètres. La tourelle contre laquelle est bâtie la Halle aux Draps servait autrefois de beffroi et n'appartient pas à l'actuel hôtel de ville. Ce beffroi a été inscrit sur la liste du patrimoine mondial de l'UNESCO en 1998, avec d'autres beffrois flamands et du nord de la France. Il mesure 42,5 mètres de haut.